# Barry Hayles
Barrington Edward „Barry” Hayles (ur. 17 maja 1972 w Londynie) – jamajski piłkarz występujący na pozycji napastnika.

## Kariera klubowa
Hayles karierę rozpoczynał w 1989 roku w amatorskim zespole Willesden Hawkeye. W 1994 roku przeszedł do Stevenage Borough z Conference National, a w 1997 roku został graczem klubu Bristol Rovers, grającego w Division Two. Pod koniec 1998 roku odszedł do innego zespołu tej ligi, Fulham. W sezonie 1998/1999 awansował z nim do Division One, a w sezonie 2000/2001 do Premier League. W lidze tej zadebiutował 19 sierpnia 2001 w przegranym 2:3 pojedynku z Manchesterem United, a 22 sierpnia 2001 w wygranym 2:0 meczu z Sunderlandem strzelił pierwszego gola w Premier League. Zawodnikiem Fulham był do końca sezonu 2003/2004.
Następnie Hayles występował w zespołach Championship – Sheffield United, Millwall, Plymouth Argyle oraz Leicester City. W sezonie 2007/2008 wraz z Leicester spadł do League One. W kolejnym sezonie dwukrotnie grał na wypożyczeniu Cheltenham Town, także występującym w League One. W 2009 roku na zasadzie transferu definitywnego przeszedł do Cheltenham, które w międzyczasie spadło do League Two. Hayles spędził tam sezon 2009/2010.
W kolejnych latach grał już tylko w drużynach amatorskich – Truro City, St Albans City, Arlesey Town oraz Chesham United. W 2016 roku zakończył karierę.
W Premier League rozegrał 75 spotkań i zdobył 13 bramek.

## Kariera reprezentacyjna
W reprezentacji Jamajki Hayles zadebiutował 10 czerwca 2001 w wygranym 4:1 towarzyskim meczu z Kubą. W latach 2001–2003 w drużynie narodowej rozegrał 10 spotkań.